# リア・ローア
リア・ローア（Lia Lor、1990年9月21日 - ）は、アメリカ合衆国、テキサス州出身のポルノ女優。白人。愛称は Brady Paige

## 経歴
初期はweb-camのモデルをしていた。

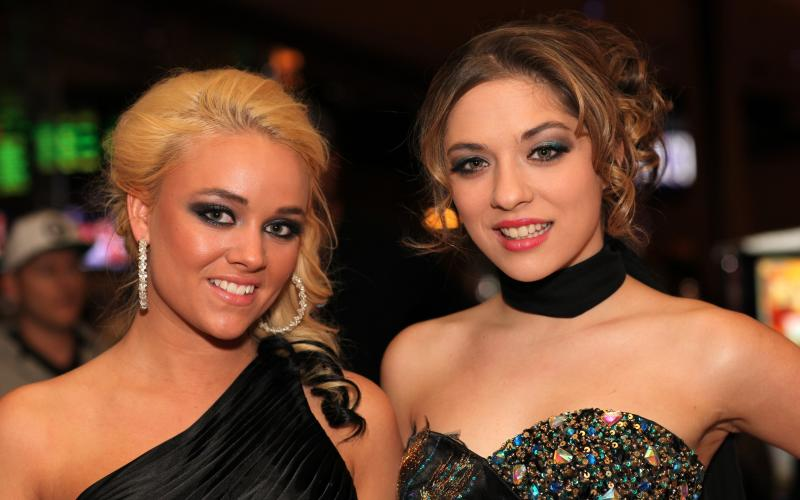
左　アレクシス・モンロー　　右　リア・ローア

dogfart interracial blow bang（黒人による集団ぶっかけが主な作品）、中出し物、KINKSなど、過激な作品に出演している。

## 評価
第31回AVNアワード 二十のメジャー部門のうち、The Fan Awards-Hottest Assにノミネート。
- さらに、2014年のBest All Girl Group Sex Sceneにノミネートされた。